# Renae Camino
Renae Lisa Camino, coniugata Garlepp (Wollongong, 19 novembre 1986), è un'ex cestista australiana.

## Carriera
È stata selezionata dalle Houston Comets al secondo giro del Draft WNBA 2006 (24ª scelta assoluta).
Con l'Australia ha disputato i Campionati oceaniani del 2007.